# Lương (Xuân Thu)
Lương (tiếng Trung: 梁; bính âm: Liáng) là một nước chư hầu nhà Chu trong thời Xuân Thu. Các quân chủ của nước Lương mang họ Doanh (嬴). Nước Lương được khai sinh khi Chu Bình Vương phong cho con trai của Tần Trọng- quân chủ thứ tư của nước Tần, tức công tử Khang ở đất Lương. Nước Lương tiếp giáp với nước Tần, cuối cùng bị Tần Mục công tiêu diệt.
Năm 703 TCN, quân chủ năm nước là Quắc, Nhuế, Lương, Tuân (荀), Giả (贾) đem quân đi thảo phạt Khúc Ốc Vũ công.
Năm 663 TCN, sau khi Tần Thành công lên làm quân chủ nước Tần một năm, Lương bá và Nhuế bá đã đến Tần triều kiến.
Năm 654 TCN, công tử Di Ngô của nước Tấn đã chạy sang nước Lương vì nước này ở gần nước Tần, Di Ngô có thể nhờ cậy nước Tần đưa về nước Tấn khi vua cha qua đời. Lương bá gả con gái Lương Doanh (梁嬴) của mình cho Di Ngô, bà sinh ra một người con trai, một người con gái. Khi vợ Di Ngô sinh con, Lương bá xem bói được lời tiên đoán: "sinh con trai thì làm bầy tôi người ta, sinh con gái thì làm thiếp người ta". Do đó Di Ngô đặt tên con trai là Ngữ, nghĩa là người chăn ngựa; và con gái là Thiếp.
Năm 642 TCN, Lương bá muốn xây dựng thành ấp, lập đô thành mới, song đã bị nước Tần chiếm mất.
Năm 641 TCN, nước Lương bị nước Tần tiêu diệt. Theo Tả truyện, dân chúng nước Lương không kham nổi việc do Lương bá sai khiến, vì thế nước Tần đã có thể chinh phục nước Lương một cách dễ dàng.